# Frank Fielding
Francis David "Frank" Fielding (ur. 4 kwietnia 1988) – angielski piłkarz występujący na pozycji bramkarza w klubie Stoke City.

## Kariera klubowa
Fielding urodził się w Blackburn i karierę zaczynał w miejscowym klubie. Jednak nigdy nie miał miejsca w pierwszym składzie Blackburn Rovers i był wielokrotnie wypożyczany do innych klubów takich jak: Wycombe Wanderers, Northampton Town, Rochdale, Leeds United i Derby County. Grał też w: Bristol City i Millwall. W 2021 przeszedł do Stoke City. W 2022 roku był z niego wypożyczony do Salford City.

## Reprezentacja
Fielding zadebiutował w reprezentacji Anglii U-21 18 listopada 2008 w meczu z Czechami. Został powołany na Mistrzostwa Europy U-21 w piłce nożnej. Po rezygnacji Bena Fostera stał się pierwszym bramkarzem reprezentacji.